# Masa Nakayama
Pour les articles homonymes, voir Nakayama (homonymie).
Masa Nakayama (中山 マサ, Nakayama Masa), née le 19 janvier 1891 à Nagasaki et morte le 11 octobre 1976 à Osaka, est une femme politique japonaise, représentant la préfecture d'Osaka pour le Parti libéral-démocrate à la Chambre des représentants du Japon. 
Pionnière en politique japonaise, elle est l'une des première femmes à entrer à la Diète du Japon, et elle est la première femme à être membre d'un Cabinet du Japon, nommée ministre de la Santé, du Travail et des Affaires sociales dans le premier gouvernement de Hayato Ikeda. Si elle ne reste ministre que cinq mois, Nakayama œuvre néanmoins pour la mise en place d'allocations alimentaires pour les familles monoparentales lors de son passage au Cabinet.

## Jeunesse, études et carrière pré-électorale
Masa Nakayama naît le 19 janvier 1891 à Nagasaki, d'un père américain, un marchand s'étant installé dans la préfecture de Nagasaki, et d'une mère japonaise. Elle effectue ses études supérieures aux États-Unis en 1912, à l'université Wesleyenne de l'Ohio, où elle se spécialise en littérature anglaise. Elle retourne au Japon en 1916, où elle devient enseignante en anglais,.

## Carrière politique

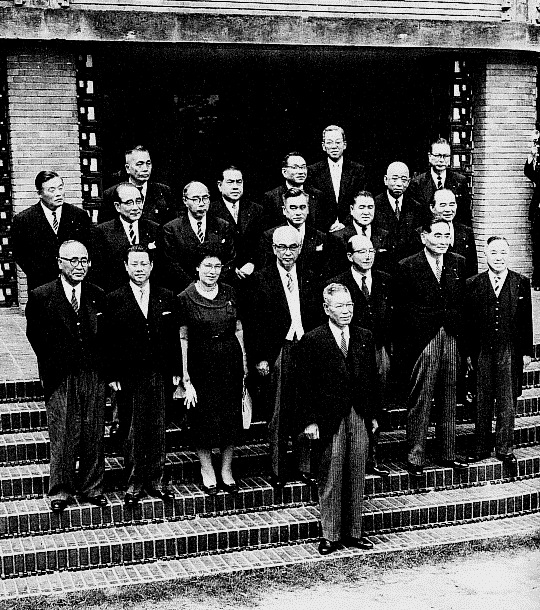
Le gouvernement Ikeda lors de sa formation en 1960, où siège pour la première fois une femme, Masa Nakayama (au deuxième plan).

Elle retourne au Japon, où elle devient l'une des premières femmes à entrer à la Diète du Japon à l'issue des élections législatives de 1947, représentant la deuxième circonscription de la préfecture d'Osaka à la Chambre des représentants du Japon. Nakayama est réélue lors des élections législatives de 1949, et devient en février la première femme de la Diète à présider une commission parlementaire, celle du rapatriement des Japonais déplacés pendant la guerre. Au total, elle est élue pour 8 mandats à la Chambre des représentants.
Elle devient la première femme à être secrétaire parlementaire en 1953, dans le gouvernement de Shigeru Yoshida spécifiquement secrétaire parlementaire chargée de la Santé, du Travail et des Affaires sociales.
En 1960, elle rejoint le gouvernement formé par le Premier ministre Hayato Ikeda au poste de ministre de la Santé, du Travail et des Affaires sociales, et devient la première femme de l'histoire du Japon à intégrer un gouvernement japonais,. Durant ce court passage au gouvernement, qui ne dure que cinq mois, elle œuvre notamment pour la mise en place d'allocations alimentaires pour les familles monoparentales,.

## Retraite et décès
Masa Nakayama prend sa retraite politique à la fin de son dernier mandat, en 1969. Elle meurt le 11 octobre 1976 à Osaka.

## Prises de position
Masa Nakayama, de par son origine américaine, a subi de nombreuses discriminations durant la Seconde Guerre mondiale. Ceci la marque profondément ; elle devient très sensible aux discriminations et oriente sa politique autour de la lutte contre ces dernières.

## Vie privée

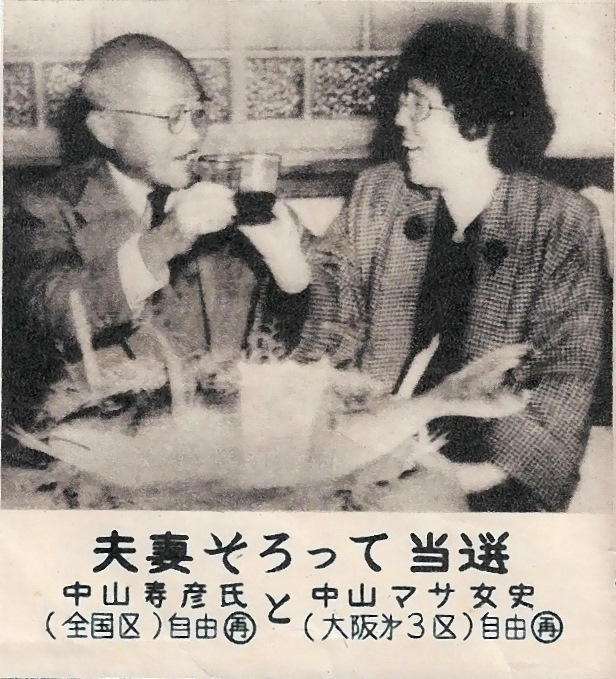
Masa Nakayama et son mari Fukuzō, célébrant leur élection commune à la Chambre des représentants en 1953.

Masa Nakayama épouse Fukuzō Nakayama (ja), un ancien avocat d'Osaka et lui aussi homme politique, à son retour au Japon. Elle a plusieurs fils, dont Tarō Nakayama et Masaaki Nakayama (ja), eux aussi hommes politiques. Le fils de ce dernier, Yasuhide Nakayama, est lui aussi un homme politique.